# Justin Dorey
Justin Dorey (Calgary, 17 agosto 1988) è un ex sciatore freestyle canadese, vincitore di una Coppa del Mondo di halfpipe.

## Biografia
In Coppa del Mondo ha esordito il 13 gennaio 2008 a Les Contamines, subito ottenendo il primo podio (3º), e ha ottenuto la prima vittoria il 3 gennaio 2014 a Calgary.
In carriera ha partecipato a un'edizione dei Giochi olimpici invernali, Soči 2014 (12º nell'halfpipe), e a due dei Campionati mondiali, vincendo la medaglia d'argento a Inawashiro 2009.

## Palmarès

### Mondiali
- 1 medaglia:
  - 1 argento (halfpipe a Inawashiro 2009)

### Winter X Games
- 2 medaglie:
  - 1 argento (superpipe a Tignes 2011)
  - 1 bronzo (superpipe a Tignes 2010)

### Coppa del Mondo
- Miglior piazzamento in classifica generale: 10º nel 2014
- Vincitore della Coppa del Mondo di halfpipe nel 2014
- 3 podi:
  - 1 vittoria
  - 2 terzi posti

#### Coppa del Mondo - vittorie
| Data           | Luogo   | Paese  | Disciplina |
| -------------- | ------- | ------ | ---------- |
| 3 gennaio 2014 | Calgary | Canada | HP         |

Legenda:

HP = Halfpipe